# Тимошенко Олег Семенович
Тимошенко Олег Семенович (4 грудня 1932, Кремінна — 20 грудня 2010, Швейцарія) — український хоровий диригент і педагог. Народний артист України (1992), академік Національної академії мистецтв України, професор.

## Біографічні дані

Меморіальна дошка на честь 80-річчя Олега Семеновича, Київська консерваторія

Меморіальна дошка на фасаді будинку, де проживав Олег Тимошенко, Київ

Могила Олега Тимошенка, Байкове кладовище, Київ

Народився 4 грудня 1932 року в місті Кремінній Донецької губернії (нині Луганська область).
Від 1949 року навчався в Луганському музичному училищі яке закінчив в 1953 році.
Від 1954 року — в Київській державній консерваторії ім. Петра Чайковського, яку закінчив 1960 року.
У 1960–1963 роках — директор і викладач Вінницького музичного училища ім. Миколи Леонтовича.
У 1963–2004 роках працював у Київській консерваторії: З 1963 по 1965 — старший викладач, з 1965 по 1983 — проректор з навчальної роботи; у 1983–2004 роках — ректор.
Очолював хори у Вінниці, Харкові, Луганську, Києві (у 1973–1983 роках — художній керівник заслуженої хорової капели УРСР Південно-Західної залізниці).
Автор науково-методичних праць з історії та теорії хорового мистецтва.
Серед учнів — Євген Савчук, Інеса Шилова, Г. Сорокопуд, Алла Шейко, Юлія Пучко-Колесник, Віктор Петриченко, Людмила Шумська, Володимир Ніколенко, Павло Ковалик, Андрій Козачок, Людмила Сенченко, Єва Хадаші (справжнє ім'я — Євгенія Суда).
1996 року затверджений дійсним членом-засновником Національної академії мистецтв України.
Помер 20 грудня 2010 року в Швейцарії. Похований на Байковому кладовищі у Києві (ділянка № 52а).

## Відзнаки
Нагороджений орденами «За заслуги» І, ІІ та ІІІ ступеня, «Знак Пошани», Почесними грамотами Верховної Ради України та Кабінету міністрів України, почесними закордонними відзнаками.

## Вшанування пам'яті
10 вересня 2012 року, з нагоди 80-річчя Тимошенко О. С., на фасаді навчального корпусу Національної музичної академії України імені П. І. Чайковського встановлено меморіальну дошку.
1 грудня 2012 року, на фасаді будинку, де проживав О. С. Тимошенко, встановлено меморіальну дошку.

## Електронні джерела
- Тимошенко Олег Семенович
- Меморіальна дошка [Архівовано 30 вересня 2015 у Wayback Machine.]